# Ahora Madrid

Logotipo da Ahora Madrid

Ahora Madrid (em português:  Agora Madrid) é uma plataforma cidadã de unidade popular,  formada como uma parte instrumental sem vida interna orgânica,, a fim de participar das eleições municipais de 2015, na cidade de Madrid, capital da Espanha.
Para este projeto, o Ganemos Madrid, uma plataforma cidadã inspirada na Guanyem Barcelona (agora chamada de Barcelona en Comú) e os partidos políticos EQUO, Podemos e PUM+J uniram forças.